# Luiz Gonzaga
Luiz Gonzaga (Exu, 13 dicembre 1912 – Recife, 2 agosto 1989) è stato un cantante, fisarmonicista e compositore brasiliano.

## Biografia
Noto con l'appellativo di  "il re del bajon"., nacque in una fattoria di Exu, nel Pernambuco. Autentico rappresentante della cultura musicale nordestina, restò fedele alle sue origini per tutta la carriera, pur sperimentando talvolta generi musicali diversi come il samba e il forró. Esordì nel 1945 con una mazurka, Dança Mariquinha, per poi incidere due anni dopo il suo più grande successo, Asa Branca, canzone composta con Humberto Teixeira, suo sodale per tanti anni.
Era padre del cantante Gonzaguinha.

## Canzoni
- Olha pro Céu (1951)
- A História do Nordeste na Voz de Luiz Gonzaga (1954)
- Luiz Gonzaga e Januário (1954)
- Aboios e Vaquejadas (1956)
- O Reino do Baião (1957)
- Olê Laurindo (1958), in collaborazione con Luiz Queiroga
- Xamego (1958)
- Luiz "LUA" Gonzaga (1961)
- Ô Véio Macho (1962)
- São João na Roça (1962)
- Pisa no Pilão (Festa do Milho) (1963)
- A Triste Partida (1964)
- Sanfona do Povo (1964)
- Quadrilhas e Marchinhas Juninas (1965)
- O Sanfoneiro do Povo de Deus (1967)
- Óia Eu Aqui de Novo (1967)
- Canaã (1968)
- São João do Araripe (1968)
- Sertão 70 (1970)
- O Canto Jovem de Luiz Gonzaga (1971)
- São João Quente (1971)
- Aquilo Bom! (1972)
- Volta pra Curtir (Ao Vivo) (1972)
- Luiz Gonzaga (1973)
- Daquele Jeito... (1974)
- O Fole Roncou (1974)